# Peter Wolf (Basketballspieler)
Peter Wolf (* 1951 in Wien) ist ein österreichischer Basketballtrainer und ehemaliger -spieler.

## Laufbahn
Wolf betrieb als Jugendlicher mehrere Ballsportarten, neben Basketball auch Fußball, Handball und Tischtennis.
Er gehörte zum Aufgebot der österreichischen Mannschaft bei der Junioren-Europameisterschaft im Jahr 1968. Dreimal nahm er mit der Mannschaft an Ausscheidungsrunden für Olympische Sommerspiele teil: 1972, 1980 und 1984. 1977 gelang ihm mit der Nationalmannschaft der Durchmarsch von der C- bis in die A-Gruppe, bei der EM in Belgien im September desselben Jahres blieb er mit der Auswahl aber sieglos. Wolf erzielte im Verlauf des Turniers 2,7 Punkte pro Begegnung. Er bestritt zwischen 1968 und 1985 155 Länderspiele und wurde damit Rekordnationalspieler seines Landes.
Auf Vereinsebene lief er von 1967 bis 1974 für Union Kuenring Wien und von 1974 bis 1982 für den UBSC Wien, den Serienmeister der 1970er und frühen 1980er Jahre, auf und sammelte mit der Mannschaft auch Erfahrung im Europapokal. Zwischen 1982 und 1986 war er Spieler des BK Klosterneuburg in der Bundesliga, 1985/86 wieder von UBSC Wien  (als Spielertrainer) sowie von 1986 bis 1990 Spielertrainer ebenso in der höchsten Spielklasse beim UBSC Wels. In der zweithöchsten Liga (Bundesliga B) trug Wolf von 1990 bis 1992 die Farben von Union Gmunden. Mit dem UBSC Wien wurde er 1975, 1976, 1977, 1979, 1980, 1981 und 1982 sowie mit Klosterneuburg 1983, 1984 und 1985 Staatsmeister.
Wolf war bereits zu Spielerzeiten auch als Trainer tätig. Seine erste Bundesliga-Station als Trainer war 1975/76 Union Hernals, während er gleichzeitig in derselben Spielklasse für den UBSC Wien als Spieler auflief. Zwischen 1976 und 1978 betreute er die Bundesliga-Damen vom Post SV Wien, in den Jahren 1981 und 1982 fungierte Wolf als Nationaltrainer der männlichen U18-Auswahl. In der Damen-Bundesliga war er zwischen 1987 und 1990 Trainer des UBC Wels und führte diese 1989 und 1990 jeweils zum Gewinn der Staatsmeisterschaft. 1987 betreute Wolf darüber hinaus die Damen-Nationalauswahl Ungarns. Im Spieljahr 1991/92 stieg die Herrenmannschaft der Sportunion Gmunden unter Wolf als Trainer in die Bundesliga auf. Dort blieb er bis 1994 im Amt. Österreichischer Nationaltrainer der Herrenauswahl war er von 1993 bis 1995. Und teils gleichzeitig war er Trainer der Bundesliga-Damen des UBBC Herzogenburg (1994 bis 1998), die unter seiner Leitung 1996 die Staatsmeisterschaft errangen. Im Laufe der Saison 1995/96 übernahm er beim Bundesligisten UBC Mattersburg im Gespann mit Sandor Geller das Traineramt und führte die Mannschaft zum Klassenerhalt, damit endete seine Amtszeit. 1996/97 war Wolf ebenso in der Bundesliga Trainer der Traiskirchen Lions. In einer zweiten Amtszeit als Nationaltrainer war er von Dezember 1997 bis 2000 wiederum für die Herrenauswahl zuständig.
Hauptberuflich wurde er im Bereich Biotechnik, später im Bereich Dampf- und Kondensattechnologie tätig. Er ist der Vater von Szandra McCrory.